# Ducatul Carintia
Ducatul Carintia (în germană Geschichte Kärnten) a fost un ducat care a aparținut câteva secole de Austria.

## Istoric
Carintia a aparținut în vechime de regatul celtic Noricum, ulterior a fost integrat ca provincie romană sub numele de „Regnum Noricum” prin anii 600 romanii au izgonit populația slavă și creează statul Carintia. Regiunea ajunge tot mai mult sub influența francilor și Bavariei, în anul 976 fiind integrat în Ducatul Bavariei (976-1335) în acest timp fiind clădite o serie de cetăți și castele fortificate. Urmează o perioadă în care provincia ajunge împreună cu Steiermark și Craina să ajungă mai multe secole până în anul 1797 (Napoleon) sub dominația habsburgilor.  In anul 1809 (Oberkärnten) ajunge sub dominație franceză, ca să revină Austriei în 1813. In prezent Carintia este un land din Austria.